# Lygisaurus laevis
Lygisaurus laevis är en ödleart som beskrevs av  Oudemans 1894. Lygisaurus laevis ingår i släktet Lygisaurus och familjen skinkar. Inga underarter finns listade i Catalogue of Life.